# المستقبل (قائمة انتخابية)
المستقبل هي قائمة انتخابية فلسطينية ترأسها مروان البرغوثي، وقد أعلن عن تأسيسها في ديسمبر (كانون الأول) عام 2005 لتشارك ضمن انتخابات المجلس التشريعي الفلسطيني التي أجريت في يناير (كانون الثاني) عام 2006.

## التأسيس
أعلن مروان البرغوثي في 14 ديسمبر (كانون الأول) عام 2005 عن تشكّله لقائمة سياسية جديدة تحت اسم قائمة المستقبل تمهيدًا لخوض انتخابات المجلس التشريعي الفلسطيني التي كان من المنتظر إقامتها في الشهر التالي، وتمكنت القائمة الوليدة من تسجيل أوراقها رسمياً في مقر لجنة الانتخابات المركزية في مدينة رام الله قبل ساعة واحدة من إغلاق أبواب التسجيل للترشح للانتخابات التشريعية. كانت قائمة المستقبل تتألف بشكل رئيسي من الأعضاء الشباب في حركة فتح، والذين عبروا مراراً وتكراراً عن إحباطهم من الفساد المستشري في الحزب، وجاء هذا الانقسام بعدما رفض مروان البرغوثي العرض الذي قدمه محمود عباس أبو مازن بأن يكون في المركز الثاني في القائمة البرلمانية لحركة فتح خلف رئيس الوزراء الفلسطيني أحمد قريع. كان مروان البرغوثي قد حصل على أعلى نسبة من الأصوات في الانتخابات التمهيدية لحركة فتح، والتي أجريت قبل بضعة أسابيع، غير أن محمود عباس أبو مازن رفض هذه النتيجة في البداية، مما دفع أنصار البرغوثي للتهديد بالانفصال عن حركة فتح وتشكيل كيان مستقل. حاول محمود عباس التوصل إلى تسوية في اللحظة الأخيرة تسمح للبرغوثي بأن يتصدر قائمة فتح، لكن هذا لم يكن كافياً وانفصل البرغوثي في نهاية المطاف ليشكل حزب المستقبل، والذي ضم إليه محمد دحلان، وزير الأمن الفلسطيني آنذاك، وعدد من كبار أعضاء حركة فتح.
تباينت ردود الأفعال الفلسطينية نتيجة انقسام حركة فتح وتأسيس حزب المستقبل فرأى البعض أن حزب مروان البرغوثي الجديد يمكن أن يساهم في حل عدد من المشكلات الرئيسية في حكومة السلطة الوطنية الفلسطينية، على حين عبّر البعض عن قلقهم من أن يؤدي ذلك إلى تفتيت أصوات مؤيدي حركة فتح، مما يساعد حركة حماس عن غير قصد. وزعم أنصار مروان البرغوثي أن حزب المستقبل سيقسم أصوات كلا الطرفين، سواء من أعضاء فتح المحبطين أو من ناخبي حماس المعتدلين الذين لم يتفقوا مع أهداف حماس السياسية بل مع عملها الاجتماعي وموقفها الصارم من الفساد.
يرى بعض المحللين أن تشكيل حزب المستقبل كان في المقام الأول تكتيكًا تفاوضيًا لإيصال الأعضاء الشباب في حركة فتح إلى مناصب عليا في السلطة داخل فتح وقائمتها الانتخابية. وكانت هناك نظرية مختلفة مفادها أنه بعد الانتخابات، سيتم إما إعادة دمج حزب المستقبل جزئيًا في حركة فتح، أو سيشكل ائتلافًا برلمانيا معها في مواجهة حماس وغيرها من المنافسين السياسيين.

## إعادة الدمج
أُعلنت حركة فتح في 28 ديسمبر (كانون الأول) عام 2005 أنها ستقدم قائمة جديدة موحدة لخوض الانتخابات التمهيدية المتوقع إجراءها في يناير (كانون الثاني) عام 2006، وتتألف القائمة من أعضاء من الحرس القديم في حركة فتح ومن تيار المستقبل. وحصل مروان البرغوثي على المركز الأول في القائمة. وزعم المتحدثون باسم قائمة المستقبل أن قرار العودة إلى صفوف فتح كان بدافع الرغبة في منع حماس من اكتساب قوة انتخابية. بعد وقت قصير من الإعلان، بدأ مروان البرغوثي حملته الانتخابية من زنزانته في السجن، معتذراً لأعضاء حركة فتح الشباب عن أخطاء الحزب الماضية، وخاصة فيما يتعلق بالفساد. وعلى الرغم من أنباء الاندماج، يعتقد بعض المحللين أن الانقسام داخل الحزب لا يزال قائما وبعيدًا عن الحل، وأن زيادة الخصومات والانقسامات بين الأحزاب ستحدث بعد الانتخابات، ومن الممكن أن يتطور الأمر ويتحول بسرعة إلى أعمال عنف.

## المشاركة في الانتخابات
كان من الواضح بعد هزيمة حركة فتح في الانتخابات التشريعية الفلسطينية أن الزخم المبكر الذي حققته قائمة المستقبل قد توقف إلى حد كبير، ولم يعد من الواضح ما هو الدور الذي سوف تلعبه كفصيل مستقل أو مستقل جزئياً داخل حركة فتح أو الحكومة الفلسطينية في المستقبل. وحتى بعد مرور عدة أشهر على تشكيل القائمة، لم يكشف قادة قائمة المستقبل علنًا عن برنامجهم أو مواقفهم مما ترك العديد من الأسئلة حول سياساتهم خاصة فيما يتعلق بالمطالب الإقليمية والعنف ضد إسرائيل، دون إجابة. يرى بعض المحللين أن الأهمية النهائية لقائمة المستقبل كانت تكمن في حقيقة أنها أظهرت بقوة مدى اتساع الفجوة القائمة بين الأجيال القديمة والشباب من نشطاء حركة فتح، وأن الأمر انتهى بهذه الفجوة إلى تقسيم أصوات فتح في العديد من الدوائر.